# Primetime-Emmy-Verleihung 2022
Die 74. Emmy-Verleihung in der Sparte Prime Time (im Original: 74th Primetime Emmy Awards) fand am 12. September 2022 im Microsoft Theater statt. Mit insgesamt 38 Auszeichnungen (inklusive gewonnener Creative Arts Emmys) schnitt der Fernsehsender und Streaming-Anbieter HBO/HBO Max am erfolgreichsten ab.
Mit fünf Preisen am erfolgreichsten war die Gesellschaftssatire The White Lotus (HBO). Neben den Emmys für die beste Miniserie und besten Nebendarsteller (Murray Bartlett und Jennifer Coolidge) wurden auch Regisseur Mike White und das Drehbuch ausgezeichnet. Die Comedyserie Ted Lasso gewann vier Preise (Beste Comedyserie, Bester Hauptdarsteller – Jason Sudeikis, Bester Nebendarsteller – Brett Goldstein, Beste Regie – MJ Delaney), die Dramaserie Succession drei (Beste Dramaserie, Bester Nebendarsteller – Matthew Macfadyen, Bestes Drehbuch). Darüber hinaus prämiert wurden Michael Keaton (Dopesick), Lee Jung-jae (Squid Game), Amanda Seyfried (The Dropout), Jean Smart (Hacks) und Zendaya (Euphoria) in weiteren Emmy-Kategorien für Hauptrollen.
Die Nominierungen waren am 12. Juli 2022 von J. B. Smoove und Melissa Fumero bekanntgegeben worden. Succession hatte mit insgesamt 25 Nominierungen das Favoritenfeld angeführt, gefolgt von Ted Lasso und The White Lotus mit jeweils 20 Nominierungen.

## Preisträger und Nominierungen (Auswahl)

### Sparte Comedy

#### Beste Comedyserie
Ted Lasso
- Abbott Elementary
- Barry
- Curb Your Enthusiasm
- Hacks
- The Marvelous Mrs. Maisel
- Only Murders in the Building
- What We Do in the Shadows

#### Bester Hauptdarsteller – Comedyserie
Jason Sudeikis – Ted Lasso
- Donald Glover – Atlanta
- Bill Hader – Barry
- Nicholas Hoult – The Great
- Steve Martin – Only Murders in the Building
- Martin Short – Only Murders in the Building

#### Beste Hauptdarstellerin – Comedyserie
Jean Smart – Hacks
- Rachel Brosnahan – The Marvelous Mrs. Maisel
- Quinta Brunson – Abbott Elementary
- Kaley Cuoco – The Flight Attendant
- Elle Fanning – The Great
- Issa Rae – Insecure

#### Bester Nebendarsteller – Comedyserie
Brett Goldstein – Ted Lasso
- Anthony Carrigan – Barry
- Toheeb Jimoh – Ted Lasso
- Nick Mohammed – Ted Lasso
- Tony Shalhoub – The Marvelous Mrs. Maisel
- Tyler James Williams – Abbott Elementary
- Henry Winkler – Barry
- Bowen Yang – Saturday Night Live

#### Beste Nebendarstellerin – Comedyserie
Sheryl Lee Ralph – Abbott Elementary
- Alex Borstein – The Marvelous Mrs. Maisel
- Hannah Einbinder – Hacks
- Kate McKinnon – Saturday Night Live
- Sarah Niles – Ted Lasso
- Juno Temple – Ted Lasso
- Hannah Waddingham – Ted Lasso
- Janelle James – Abbott Elementary

### Sparte Drama

#### Beste Dramaserie
Succession
- Better Call Saul
- Euphoria
- Ozark
- Severance
- Squid Game
- Stranger Things
- Yellowjackets

#### Bester Hauptdarsteller – Dramaserie
Lee Jung-jae – Squid Game
- Jason Bateman – Ozark
- Brian Cox – Succession
- Bob Odenkirk – Better Call Saul
- Adam Scott – Severance
- Jeremy Strong – Succession

#### Beste Hauptdarstellerin – Dramaserie
Zendaya – Euphoria
- Jodie Comer – Killing Eve
- Laura Linney – Ozark
- Melanie Lynskey – Yellowjackets
- Reese Witherspoon – The Morning Show
- Sandra Oh – Killing Eve

#### Bester Nebendarsteller – Dramaserie
Matthew Macfadyen – Succession
- Nicholas Braun – Succession
- Billy Crudup – The Morning Show
- Park Hae-soo – Squid Game
- John Turturro – Severance
- Christopher Walken – Severance
- Oh Yeong-su – Squid Game
- Kieran Culkin – Succession

#### Beste Nebendarstellerin – Dramaserie
Julia Garner – Ozark
- Patricia Arquette – Severance
- Jung Ho-yeon – Squid Game
- Christina Ricci – Yellowjackets
- Rhea Seehorn – Better Call Saul
- J. Smith-Cameron – Succession
- Sarah Snook – Succession
- Sydney Sweeney – Euphoria

### Sparte Miniserie bzw. Fernsehfilm

#### Beste Miniserie
The White Lotus
- Dopesick
- The Dropout
- Inventing Anna
- Pam & Tommy

#### Bester Fernsehfilm
Chip und Chap: Die Ritter des Rechts (Chip 'n Dale: Rescue Rangers) 
- Ray Donovan: The Movie
- Reno 911!: The Hunt for QAnon
- The Survivor
- Zoey’s Extraordinary Christmas

#### Bester Hauptdarsteller – Miniserie oder Fernsehfilm
Michael Keaton – Dopesick
- Colin Firth – The Staircase
- Andrew Garfield – Mord im Auftrag Gottes (Under the Banner of Heaven)
- Oscar Isaac – Scenes from a Marriage
- Himesh Patel – Station Eleven
- Sebastian Stan – Pam & Tommy

#### Beste Hauptdarstellerin – Miniserie oder Fernsehfilm
Amanda Seyfried – The Dropout
- Toni Collette – The Staircase
- Julia Garner – Inventing Anna
- Lily James – Pam & Tommy
- Sarah Paulson – Impeachment: American Crime Story
- Margaret Qualley – Maid

#### Bester Nebendarsteller – Miniserie oder Fernsehfilm
Murray Bartlett – The White Lotus
- Jake Lacy – The White Lotus
- Will Poulter – Dopesick
- Seth Rogen – Pam & Tommy
- Peter Sarsgaard – Dopesick
- Michael Stuhlbarg – Dopesick
- Steve Zahn – The White Lotus

#### Beste Nebendarstellerin – Miniserie oder Fernsehfilm
Jennifer Coolidge – The White Lotus
- Connie Britton – The White Lotus
- Alexandra Daddario – The White Lotus
- Kaitlyn Dever – Dopesick
- Natasha Rothwell – The White Lotus
- Sydney Sweeney – The White Lotus
- Mare Winningham – Dopesick